# 943년

## 연호
- 후진(後晉) 천복(天福) 8년
- 요(遼) 회동(會同) 6년
- 일본(日本) 덴교(天慶) 6년
- 남한(南漢) 광천(光天) 2년 / 응건(應乾) 원년 / 건화(乾和) 원년
- 민(閩) 영륭(永隆) 5년 / 천덕(天德) 원년
- 후촉(後蜀) 광정(廣政) 6년
- 남당(南唐) 승원(昇元) 7년 / 보대(保大) 원년

## 기년
- 후진(後晉) 출제(出帝) 2년
- 요(遼) 태종(太宗) 17년
- 고려(高麗) 태조(太祖) 26년

## 사건
- 왕건, 박술희에게 훈요 10조 작성하게 함.
- 고려 건국 시조 왕건이 장남 무에게 왕의 자리 물려주고 세상을 떠남. 향년 67세.
- 장남 무가 혜종으로 왕위에 오름.

## 사망
- 7월 4일(음력 5월 29일) - 고려(高麗) 초대 국왕(國王) 태조(太祖)